# Jeff Mermelstein
Jeff Mermelstein, né en 1957 à New Brunswick (New Jersey) est un photographe américain renommé pour ses clichés de la vie new-yorkaise qui captent la poésie étrange de l'urbanité. Il a étudié au Rutgers College et au International Center of Photography (ICP) à New York.

## Biographie
Depuis les années 1980, Mermelstein capture des scènes spontanées de la rue, mettant en lumière les comportements et les interactions humaines avec une touche d'humour et d'absurdité. Son travail a été publié dans des magazines prestigieux tels que LIFE, The New Yorker et The New York Times Magazine.
Parmi ses ouvrages notables figurent "SideWalk" (1999), "No Title Here" (2003), "Twirl/Run" (2009), et plus récemment "#nyc" (2020), qui présente des photographies de messages texte sur les écrans de téléphones portables de passants new-yorkais.
Depuis 1988, il enseigne également à l'International Center of Photography, partageant son expertise avec de nouvelles générations de photographes.

## Matériel photographique
Mermelstein est principalement connu pour avoir photographié avec un appareil Leica M-P de type télémétrique, généralement chargé avec une pellicule Fujicolor Superia, et équipé d’un objectif 35mm f/1.4 Summilux, un ensemble prisé pour sa qualité d’image et son rendu des couleurs. Ces dernières années, cependant, il a délaissé ses équipements traditionnels pour se consacrer entièrement à la photographie de rue avec la caméra de son iPhone, explorant ainsi les possibilités offertes par les technologies mobiles dans une démarche encore plus spontanée.

## Distinctions
Mermelstein a reçu plusieurs distinctions, dont la bourse de la Fondation Aaron Siskind en 1991 et le European Publishers Award for Photography en 1999. Ses œuvres font partie des collections permanentes de l'Art Institute of Chicago et du International Museum of Photography at George Eastman House.

## Publications
- SideWalk (1999) , Dewi Lewis Publishing.  (ISBN 1899235620)
- No Title Here (2003), powerHouse Books.  (ISBN 1576871703)
- Twirl/Run (2009), powerHouse Books.  (ISBN 1576875180)
- Arena (2019), Éditions TBW Books.
- Hardened (2019), Mörel Books.  (ISBN 1907071644)
- #nyc (2020), Éditions MACK. (ASIN 1912339862)